# USA–Russland-Gipfel 2025
1. WEITERLEITUNG USA-Russland-Gipfel 2025